# Sankt Lorenzen bei Knittelfeld
Sankt Lorenzen bei Knittelfeld est une ancienne commune autrichienne du district de Murtal en Styrie.